# Monthly Flowers
Pour les articles homonymes, voir Flowers.
Monthly Flowers (月刊flowers, Gekkan flowers) est un magazine de prépublication de mangas mensuel japonais de type josei. Il est édité par Shōgakukan depuis le 27 avril 2002, succédant au Petit Flower, interrompu en mars de la même année ; il reprend également une partie des séries publiées auparavant dans le Betsucomi.
Le magazine cible principalement les jeunes femmes, du collège jusqu'à la trentaine et sort les 28 du mois à un prix de 480 ¥ pour 466 pages en format B5.

## Séries publiées
En 2022, le magazine comporte des séries longues ou des histoires courtes des autrices Yumi Tamura, Moto Hagio, Taeko Watanabe, Akimi Yoshida, Keiko Nishi, Akiko Hatsu, Chiho Saito, Nao Iwamoto, Yuu Watase, Yuki Kodama, Setona Mizushiro, Hoko Utsugi, Hozumi ou encore Murako Kinuta.

### Séries actuelles du magazine
- Don't Call it Mystery de Yumi Tamura (depuis 2017)[2]
- Hatsukoi no Sekai de Keiko Nishi (depuis 2016)[3]
- Boku no Giovanni de Hozumi (depuis 2016)[4]
- Marronnier Ōkoku no Shichinin no Kishi de Nao Iwamoto (depuis 2016)[5]
- Fushigi Yûgi: Byakko Senki de Yuu Watase (depuis 2017)[6]
- Ao no Hana, Utsuwa no Mori de Yuki Kodama (depuis 2018)[7]
- Kaguya Den de Chiho Saito (depuis 2018)[8]
- Poe no Ichizoku: Himitsu no Hanazono de Moto Hagio (depuis 2019)[9]
- Utagawa Hyakkei d' Akimi Yoshida (depuis 2019)[10]
- Black Rose Alice: D.C. al fine de Setona Mizushiro (depuis 2020)[11]
- Sûji de Asobo de Murako Kinuta (depuis 2018)
- Furu Ginu Ya Mon'yō-Chō d'Akiko Hatsu (depuis 2015)
- Ōkami no Musume de Yuki Kodama (depuis 2022)